# Pont d’Oxford
Pont d’Oxford – most wantowy we francuskim mieście Grenoble. Pod mostem przepływa rzeka Isère. Most został oddany do użytku w 1991 roku.